# Quốc lộ 17 (Hàn Quốc)

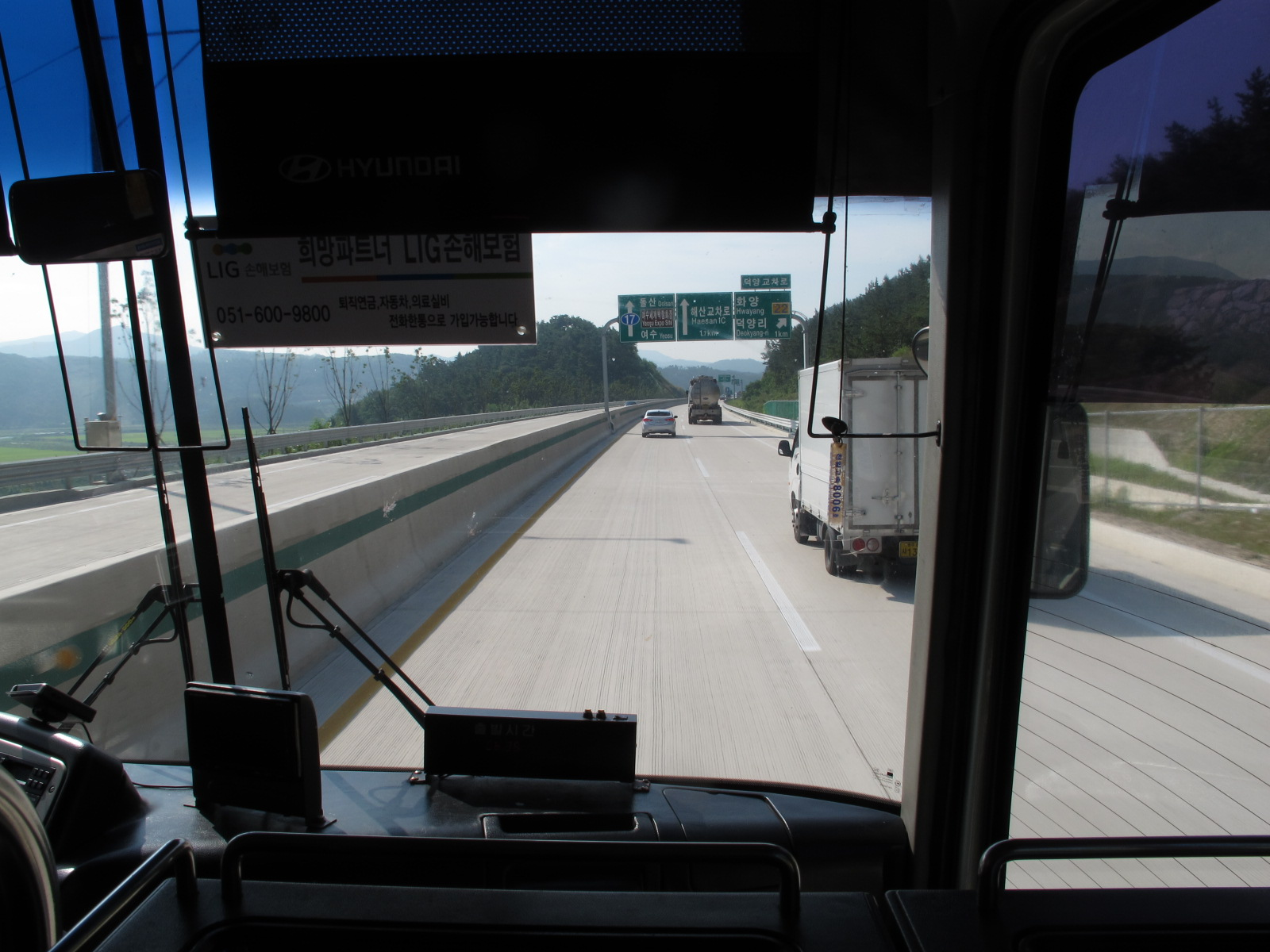
Expo-Daero

Quốc lộ 17 (Tiếng Hàn: 국도 제 17호선, Gukdo Je Sipchil(17) Hoseon) là một đường quốc lộ ở Hàn Quốc. Nó nối thành phố Yeosu với thành phố của Suncheon, Namwon, Jeonju, Daejeon, Cheongju, và Yongin.